# Municipio de Blue Creek (Indiana)
El municipio de Blue Creek (en inglés: Blue Creek Township) es un municipio ubicado en el condado de Adams en el estado estadounidense de Indiana. En el año 2010 tenía una población de 1440 habitantes y una densidad poblacional de 22,88 personas por km².

## Geografía
El municipio de Blue Creek se encuentra ubicado en las coordenadas 40°42′45″N 84°50′8″O / 40.71250, -84.83556. Según la Oficina del Censo de los Estados Unidos, el municipio tiene una superficie total de 62.93 km², de la cual 62,93 km² corresponden a tierra firme y (0 %) 0 km² es agua.

## Demografía
Según el censo de 2010, había 1440 personas residiendo en el municipio de Blue Creek. La densidad de población era de 22,88 hab./km². De los 1440 habitantes, el municipio de Blue Creek estaba compuesto por el 99,86 % blancos, el 0,07 % eran amerindios, el 0,07 % eran isleños del Pacífico. Del total de la población el 0 % eran hispanos o latinos de cualquier raza.